# Егон фон Шліппенбах
Барон Егон Райнер фон Щліппенбах (нім. Egon Reiner Freiherr von Schlippenbach; 10 квітня 1914, Кельн — 11 травня 1979, Кіль) — німецький офіцер-підводник, корветтен-капітан крігсмаріне, капітан-цур-зее бундесмаріне. Кавалер Лицарського хреста Залізного хреста. 

## Біографія
8 квітня 1934 року вступив на флот. Служив на лінійному кораблі «Шлезвіг-Гольштейн». У 1939 році переведений в підводний флот. Деякий час служив вахтовим офіцером. З 31 березня по 8 липня 1941 року командував підводним човном U-121. 9 липня 1941 року призначений командиром U-453 (Тип VII-C), на якому здійснив 14 походів (провівши в морі в цілому 332 дні). В липні 1941 року провів човен в Середземне море. Всього за час бойових дій потопив 6 кораблів загальною водотоннажністю 18 390 тонн і пошкодив 2 кораблі водотоннажністю 16 610 тонн.
| Дата              | Назва корабля                                                | Тип                      | Тоннаж | Вантаж                                                                                          | Епікаж | Загинули                | Країна                | Конвой |
| ----------------- | ------------------------------------------------------------ | ------------------------ | ------ | ----------------------------------------------------------------------------------------------- | ------ | ----------------------- | --------------------- | ------ |
| 13 грудня 1941    | Badalona                                                     | Тепловий танкер          | 4,202  | Баласт                                                                                          | ?      | 3                       | Іспанія               |        |
| 7 квітня 1942     | HMHS Somersetshire (пошкоджений)                             | Шпитальне судно          | 9,716  |                                                                                                 | 187    | 7                       | Британська імперія    |        |
| 20 січня 1943     | Jean Jadot                                                   | Торговий пароплав        | 5,859  | 304 британські військові, автотранспорт, бензин і 4 танки як палубні вантажі                    | 414    | 15 (з них 9 військових) | Бельгія               | KMS-7  |
| 30 червня 1943    | Oligarch (пошкоджений)                                       | Танкер-заправник         | 6,894  | Мазут для Адміралтейства                                                                        | ?      | ?                       | Британська імперія    | GTX-3  |
| 6 липня 1943      | Shahjehan                                                    | Торговий пароплав        | 5,454  | 230 військовослужбовців та 2000 тонн військових товарів, включаючи вантажівки та десантні баржі | 328    | 1                       | Британська імперія    | MWS-36 |
| 15 листопада 1943 | HMS Quail (G45) (безповоротно втрачений; підірвався на міні) | Тральщик                 | 1,705  |                                                                                                 | ?      | 19                      | Британська імперія    |        |
| 20 листопада 1943 | Jela (підірвався на міні)                                    | Вітрильник               | 335    |                                                                                                 | ?      | ?                       | Королівство Югославія |        |
| 22 листопада 1943 | HMS Hebe (J24) (підірвався на міні)                          | Тральщик типу «Гальсіон» | 835    |                                                                                                 | 110    | 38                      | Британська імперія    |        |

6 грудня 1943 року залишив командування підводним човном і в 1944 році був переведений в ОКМ, потім також викладав у військово-морському училищі в Мюрвіку. В грудні 1944 року був зарахований в піхотні морські частини і брав участь в боях в останні місяці війни. В травні 1945 року був взятий в полон американськими військами. В серпні 1945 року звільнений. В січні 1956 року вступив у ВМС ФРН, займав різні штабні посади. У вересні 1972 року вийшов у відставку.

## Звання
- Кандидат в офіцери (8 квітня 1934)
- Морський кадет (26 вересня 1934)
- Фенріх-цур-зее (26 вересня 1934)
- Оберфенріх-цур-зее (1 січня 1937)
- Лейтенант-цур-зее (1 квітня 1937)
- Оберлейтенант-цур-зее (1 квітня 1939)
- Капітан-лейтенант (1 листопада 1941)
- Корветтен-капітан (20 квітня 1945)

## Нагороди
- Медаль «За вислугу років у Вермахті» 4-го класу (4 роки)
- Залізний хрест
  - 2-го класу (25 лютого 1941)
  - 1-го класу (6 серпня 1942)
- Нагрудний знак підводника (25 лютого 1942)
- Лицарський хрест Залізного хреста (19 листопада 1943)